# イヴォンヌの香り
『イヴォンヌの香り』（原題：Le Parfum d'Yvonne）は、1994年のフランス映画。
恋愛映画の名手パトリス・ルコントが1950年代を舞台に、繰り広げられる大人のラブロマンスとほろ苦い結末を描く。イポリット・ジラルドが『可愛いだけじゃダメかしら』のプレイボーイから一変して恋に苦しむ青年を演じている。 

## スタッフ
- 監督・脚本・カメラオペレーター：パトリス・ルコント
- 製作：ティエリー・ド・ガネー
- 原作：パトリック・モディアノ（集英社刊）
- 撮影：エドゥアルド・セラ
- 音楽：パスカル・エステーヴ

## キャスト
- イポリット・ジラルド：ヴィクトール
- サンドラ・マジャーニ：イヴォンヌ
- ジャン＝ピエール・マリエール：ルネ・マント
- リシャール・ボーランジェ：ロラン（イヴォンヌの叔父）
- フィリップ・マニャン：プリー
- ポール・ゲール：ダニエル